# (13125) Tobolsk
(13125) Tobolsk ist ein Asteroid des Hauptgürtels, der am 10. August 1994 vom belgischen Astronomen Eric Walter Elst am La-Silla-Observatorium (IAU-Code 809) der Europäischen Südsternwarte in Chile entdeckt wurde.
Der Asteroid wurde am 7. April 2005 nach der westsibirischen Stadt Tobolsk benannt, die 1587 gegründet wurde und den einzigen altrussischen Kreml im asiatischen Teil Russlands besitzt.